# BAFTA de melhor ator em cinema

Vencedor mais recente: Adrien Brody por O Brutalista

BAFTA de melhor ator num papel principal (no original, em inglês: Best Performance by an Actor in a Leading Role) é um prêmio entregue anualmente pela British Academy of Film and Television Arts (BAFTA) ao ator masculino que se tenha distinguido durante o ano num papel principal em cinema. Atores de qualquer nacionalidade são elegíveis para receber o prémio.
Lista com os atores premiados e nomeados:

## Anos 1950
- 1953
  - Melhor Ator Britânico — Ralph Richardson - The Sound Barrier
  - Melhor Ator Estrangeiro - Marlon Brando - Viva Zapata!

- 1954
  - Melhor Ator Britânico — John Gielgud — Julius Caesar
  - Melhor Ator Estrangeiro - Marlon Brando - Julius Caesar

- 1955
  - Melhor Ator Britânico — Kenneth More — Doctor in the House
  - Melhor Ator Estrangeiro - Marlon Brando - On the Waterfront

- 1956
  - Melhor Ator Britânico — Laurence Olivier — Richard III
  - Melhor Ator Estrangeiro - Ernest Borgnine - Marty

- 1957
  - Melhor Ator Britânico — Peter Finch — A Town Like Alice
  - Melhor Ator Estrangeiro - Clare Van Den Thiel - Gervaise

- 1958
  - Melhor Ator Britânico — Alec Guinness — The Bridge on the River Kwai
  - Melhor Ator Estrangeiro - Henry Fonda - 12 Angry Men

- 1959
  - Melhor Ator Britânico — Trevor Howard — The Key
  - Melhor Ator Estrangeiro - Sidney Poitier - The Defiant Ones

## Anos 1960
- 1960
  - Melhor Ator Britânico — Peter Sellers – I'm All Right Jack
  - Melhor Ator Estrangeiro - Jack Lemmon - Some Like It Hot

- 1961
  - Melhor Ator Britânico - Peter Finch - The Trials of Oscar Wilde
  - Melhor Ator Estrangeiro - Jack Lemmon - The Apartment

- 1962
  - Melhor Ator Britânico - Peter Finch - No Love for Johnnie
  - Melhor Ator Estrangeiro - Paul Newman - The Hustler

- 1963
  - Melhor Ator Britânico - Peter O'Toole - Lawrence of Arabia
  - Melhor Ator Estrangeiro - Burt Lancaster - Birdman of Alcatraz

- 1964
  - Melhor Ator Britânico - Dirk Bogarde - The Servant
  - Melhor Ator Estrangeiro - Marcello Mastroianni - Divorzio all'italiana

- 1965
  - Melhor Ator Britânico - Richard Attenborough - Guns at Batasi e Seance on a Wet Afternoon
  - Melhor Ator Estrangeiro - Marcello Mastroianni - Ieri, oggi, domani

- 1966
  - Melhor Ator Britânico - Dirk Bogarde - Darling
  - Melhor Ator Estrangeiro - Lee Marvin - Cat Ballou e The Killers

- 1967
  - Melhor Ator Britânico - Richard Burton - The Spy Who Came in from the Cold e Who's Afraid of Virginia Woolf?
  - Melhor Ator Estrangeiro - Rod Steiger - The Pawnbroker

- 1968
  - Melhor Ator Britânico - Paul Scofield - A Man for All Seasons
  - Melhor Ator Estrangeiro - Rod Steiger - In the Heat of the Night

| Ano              | Ator                            | Filme          | Personagem |
| ---------------- | ------------------------------- | -------------- | ---------- |
| 1969             |                                 |                |            |
| Spencer Tracy    | Guess Who's Coming to Dinner    | Matt Drayton   |            |
| Trevor Howard    | The Charge of the Light Brigade | Lorde Cardigan |            |
| Ron Moody        | Oliver!                         | Fagin          |            |
| Nicol Williamson | The Bofors Gun                  | O'Rourke       |            |

## Anos 1970
| Ano                | Ator                                        | Filme                     | Personagem |
| ------------------ | ------------------------------------------- | ------------------------- | ---------- |
| 1970               |                                             |                           |            |
| Dustin Hoffman     | Midnight Cowboy                             | Enrico "Ratso" Rizzo      |            |
| Dustin Hoffman     | John & Mary                                 | John                      |            |
| Alan Bates         | Women in Love                               | Rupert Birkin             |            |
| Walter Matthau     | Hello, Dolly!                               | Horace Vandergelder       |            |
| Walter Matthau     | The Secret Life of an American Wife         | O Astro de Cinema         |            |
| Nicol Williamson   | Inadmissible Evidence                       | bill Maitland             |            |
| 1971               |                                             |                           |            |
| Robert Redford     | Butch Cassidy and the Sundance Kid          | Sundance Kid              |            |
| Robert Redford     | Downhill Racer                              | David Chappellet          |            |
| Robert Redford     | Tell Them Willie Boy Is Here                | Xerife Christopher Cooper |            |
| Elliott Gould      | MASH                                        | John McIntyre             |            |
| Elliott Gould      | Bob & Carol & Ted & Alice                   | Ted Henderson             |            |
| Paul Newman        | Butch Cassidy and the Sundance Kid          | Butch Cassidy             |            |
| George C. Scott    | Patton                                      | George S. Patton          |            |
| 1972               |                                             |                           |            |
| Peter Finch        | Sunday Bloody Sunday                        | Dr. Daniel Hirsh          |            |
| Dirk Bogarde       | Death in Venice(Morte a Venezia)            | Gustav von Aschenbach     |            |
| Albert Finney      | Gumshoe                                     | Eddie Ginley              |            |
| Dustin Hoffman     | Little Big Man                              | Jack Crabb                |            |
| 1973               |                                             |                           |            |
| Gene Hackman       | The French Connection                       | Jimmy "Popeye" Doyle      |            |
| Gene Hackman       | The Poseidon Adventure                      | Reverendo Frank Scott     |            |
| Marlon Brando      | The Godfather                               | Don Vito Corleone         |            |
| Marlon Brando      | The Nightcomers                             | Peter Quint               |            |
| George C. Scott    | The Hospital                                | Dr. Herbert "Herb" Bock   |            |
| George C. Scott    | They Might Be Giants                        | Justin Playfair           |            |
| Robert Shaw        | Young Winston                               | Lorde Randolph Churchill  |            |
| 1974               |                                             |                           |            |
| Walter Matthau     | Charley Varrick                             | Charley Varrick           |            |
| Walter Matthau     | Pete 'n' Tillie                             | Pete                      |            |
| Marlon Brando      | Last Tango in Paris (Ultimo Tango a Parigi) | Paul                      |            |
| Laurence Olivier   | Sleuth                                      | Andrew Wyke               |            |
| Donald Sutherland  | Steelyard Blues                             | Jesse Veldini             |            |
| Donald Sutherland  | Don't Look Now                              | John Baxter               |            |
| 1975               |                                             |                           |            |
| Jack Nicholson     | Chinatown                                   | J.J. "Jake" Gittes        |            |
| Jack Nicholson     | The Last Detail                             | Billy Buddusky            |            |
| Albert Finney      | Murder on the Orient Express                | Hercule Poirot            |            |
| Gene Hackman       | The Conversation                            | Harry Caul                |            |
| Al Pacino          | Serpico                                     | Frank Serpico             |            |
| 1976               |                                             |                           |            |
| Al Pacino          | The Godfather Part II                       | Michael Corleone          |            |
| Al Pacino          | Dog Day Afternoon                           | Sonny Wortzik             |            |
| Richard Dreyfuss   | Jaws                                        | Matt Hooper               |            |
| Gene Hackman       | French Connection II                        | Jimmy "Popeye" Doyle      |            |
| Gene Hackman       | Night Moves                                 | Harry Moseby              |            |
| Dustin Hoffman     | Lenny                                       | Lenny Bruce               |            |
| 1977               |                                             |                           |            |
| Jack Nicholson     | One Flew Over the Cuckoo's Nest             | Randle McMurphy           |            |
| Robert De Niro     | Taxi Driver                                 | Travis Bickle             |            |
| Dustin Hoffman     | All the President's Men                     | Carl Bernstein            |            |
| Dustin Hoffman     | Marathon Man                                | Thomas "Babe" Levy        |            |
| Walter Matthau     | The Bad News Bears                          | Morris Buttermaker        |            |
| Walter Matthau     | The Sunshine Boys                           | Willy Clark               |            |
| 1978               |                                             |                           |            |
| Peter Finch        | Network                                     | Howard Beale              |            |
| Woody Allen        | Annie Hall                                  | Alvy "Max" Singer         |            |
| William Holden     | Network                                     | Max Schumacher            |            |
| Sylvester Stallone | Rocky                                       | Rocky Balboa              |            |
| 1979               |                                             |                           |            |
| Richard Dreyfuss   | The Goodbye Girl                            | Elliot Garfield           |            |
| Brad Davis         | Midnight Express                            | Billy Hayes               |            |
| Anthony Hopkins    | Magic                                       | Corky Withers / Fats      |            |
| Peter Ustinov      | Death on the Nile                           | Hercule Poirot            |            |

## Anos 1980
| Ano               | Ator                          | Filme                             | Personagem |
| ----------------- | ----------------------------- | --------------------------------- | ---------- |
| 1980              |                               |                                   |            |
| Jack Lemmon       | The China Syndrome            | Jack Godell                       |            |
| Woody Allen       | Manhattan                     | Isaac Davis                       |            |
| Robert De Niro    | The Deer Hunter               | Sargento Michael "Mike" Vronsky   |            |
| Martin Sheen      | Apocalypse Now                | Benjamin L. Willard               |            |
| 1981              |                               |                                   |            |
| John Hurt         | The Elephant Man              | John Merrick                      |            |
| Dustin Hoffman    | Kramer vs. Kramer             | Ted Kramer                        |            |
| Roy Scheider      | All That Jazz                 | Joe Gideon                        |            |
| Peter Sellers     | Being There                   | Chance                            |            |
| 1982              |                               |                                   |            |
| Burt Lancaster    | Atlantic City                 | Lou Pascal                        |            |
| Robert De Niro    | Raging Bull                   | Jake LaMotta                      |            |
| Bob Hoskins       | The Long Good Friday          | Harold                            |            |
| Jeremy Irons      | The French Lieutenant's Woman | Charles Henry Smithson            |            |
| 1983              |                               |                                   |            |
| Ben Kingsley      | Gandhi                        | Mahatma Gandhi                    |            |
| Warren Beatty     | Reds                          | John Silas Reed                   |            |
| Henry Fonda       | On Golden Pond                | Norman Thayler Jr.                |            |
| Albert Finney     | Shoot the Moon                | George Dunlap                     |            |
| Jack Lemmon       | Missing                       | Ed Horman                         |            |
| 1984              |                               |                                   |            |
| Michael Caine     | Educating Rita                | Dr. Frank Bryant                  |            |
| Dustin Hoffman    | Tootsie                       | Michael Dorsey / Dorothy Michaels |            |
| Michael Caine     | The Honorary Consul           | Charley Fortnum                   |            |
| Robert De Niro    | The King of Comedy            | Rupert Pupkin                     |            |
| 1985              |                               |                                   |            |
| Haing S. Ngor     | The Killing Fields            | Dith Pran                         |            |
| Tom Courtenay     | The Dresser                   | Norman                            |            |
| Albert Finney     | The Dresser                   | Senhor                            |            |
| Sam Waterston     | The Killing Fields            | Sydney Schanberg                  |            |
| 1986              |                               |                                   |            |
| William Hurt      | Kiss of the Spider Woman      | Luis Molina                       |            |
| F. Murray Abraham | Amadeus                       | Antonio Salieri                   |            |
| Victor Banerjee   | A Passage to India            | Dr. Aziz Ahmed                    |            |
| Harrison Ford     | Witness                       | John Book                         |            |
| 1987              |                               |                                   |            |
| Bob Hoskins       | Mona Lisa                     | George                            |            |
| Woody Allen       | Hannah and Her Sisters        | Mickey Sachs                      |            |
| Michael Caine     | Hannah and Her Sisters        | Elliot                            |            |
| Paul Hogan        | Crocodile Dundee              | Michael "Crocodile" J. Dundee     |            |
| 1988              |                               |                                   |            |
| Sean Connery      | Der Name der Rose             | William de Baskerville            |            |
| Gérard Depardieu  | Jean de Florette              | Jean de Florette                  |            |
| Yves Montand      | Jean de Florette              | César Soubeyran                   |            |
| Gary Oldman       | Prick Up Your Ears            | Joe Orton                         |            |
| 1989              |                               |                                   |            |
| John Cleese       | A Fish Called Wanda           | Archibald "Archie" Leach          |            |
| Michael Douglas   | Fatal Attraction              | Dan Gallagher                     |            |
| Kevin Kline       | A Fish Called Wanda           | Otto West                         |            |
| Robin Williams    | Good Morning, Vietnam         | Adrian Cronauer                   |            |

## Anos 1990
| Ano               | Ator                                             | Filme                        | Personagem |
| ----------------- | ------------------------------------------------ | ---------------------------- | ---------- |
| 1990              |                                                  |                              |            |
| Daniel Day-Lewis  | My Left Foot                                     | Christy Brown                |            |
| Kenneth Branagh   | Henry V                                          | Rei Henrique V               |            |
| Dustin Hoffman    | Rain Man                                         | Raymond Babbit               |            |
| Robin Williams    | Dead Poets Society                               | John Keating                 |            |
| 1991              |                                                  |                              |            |
| Philippe Noiret   | Nuovo Cinema Paradiso                            | Alfredo                      |            |
| Sean Connery      | The Hunt for Red October                         | Grady Tripp                  |            |
| Tom Cruise        | Born on the Fourth of July                       | Ron Kovic                    |            |
| Robert De Niro    | Goodfellas                                       | Jimmy Conway                 |            |
| 1992              |                                                  |                              |            |
| Anthony Hopkins   | The Silence of the Lambs                         | Dr. Hannibal Lecter          |            |
| Kevin Costner     | Dances with Wolves                               | Tenente Dunbar               |            |
| Gérard Depardieu  | Cyrano de Bergerac                               | Cyrano de Bergerac           |            |
| Alan Rickman      | Truly, Madly, Deeply                             | Jamie                        |            |
| 1993              |                                                  |                              |            |
| Robert Downey Jr. | Chaplin                                          | Charles Chaplin              |            |
| Daniel Day-Lewis  | The Last of the Mohicans                         | Nathaniel Poe                |            |
| Stephen Rea       | The Crying Game                                  | Fergus                       |            |
| Tim Robbins       | The Player                                       | Griffin Mill                 |            |
| 1994              |                                                  |                              |            |
| Anthony Hopkins   | The Remains of the Day                           | James Stevens                |            |
| Daniel Day-Lewis  | In the Name of the Father                        | Gerry Conlon                 |            |
| Anthony Hopkins   | Shadowlands                                      | C. S. Lewis                  |            |
| Liam Neeson       | Schindler's List                                 | Oskar Schindler              |            |
| 1995              |                                                  |                              |            |
| Hugh Grant        | Four Weddings and a Funeral                      | Charles                      |            |
| Tom Hanks         | Forrest Gump                                     | Forrest Gump                 |            |
| Terrence Stamp    | The Adventures of Priscilla, Queen of the Desert | Ralph / Bernadette Bassenger |            |
| John Travolta     | Pulp Fiction                                     | Vincent Vega                 |            |
| 1996              |                                                  |                              |            |
| Nigel Hawthorne   | The Madness of King George                       | Rei George III               |            |
| Nicolas Cage      | Leaving Las Vegas                                | Ben Sanderson                |            |
| Jonathan Pryce    | Carrington                                       | Lytton Strachey              |            |
| Massimo Troisi    | Il Postino: The Postman                          | Mario Ruoppolo               |            |
| 1997              |                                                  |                              |            |
| Geoffrey Rush     | Shine                                            | David Helfgott               |            |
| Ralph Fiennes     | The English Patient                              | Laszlo de Almásy             |            |
| Ian McKellen      | Richard III                                      | Rei Richard III              |            |
| Timothy Spall     | Secrets & Lies                                   | Maurice Purley               |            |
| 1998              |                                                  |                              |            |
| Robert Carlyle    | The Full Monty                                   | Gaz                          |            |
| Billy Connolly    | Mrs Brown                                        | John Brown                   |            |
| Kevin Spacey      | L.A. Confidential                                | Jack Vincennes               |            |
| Ray Winstone      | Nil by Mouth                                     | Ray                          |            |
| 1999              |                                                  |                              |            |
| Roberto Benigni   | Life Is Beautiful                                | Guido Orefice                |            |
| Michael Caine     | Little Voice                                     | Ray Say                      |            |
| Joseph Fiennes    | Shakespeare in Love                              | William Shakespeare          |            |
| Tom Hanks         | Saving Private Ryan                              | Capitão John H. Miller       |            |

## Anos 2000
| Ano                    | Ator                                                   | Filme                                | Personagem |
| ---------------------- | ------------------------------------------------------ | ------------------------------------ | ---------- |
| 2000                   |                                                        |                                      |            |
| Kevin Spacey           | American Beauty                                        | Lester Burnham                       |            |
| Jim Broadbent          | Topsy-Turvy                                            | W. S. Gilbert                        |            |
| Russell Crowe          | The Insider                                            | Maurice Bendrix                      |            |
| Ralph Fiennes          | The End of the Affair                                  | Jeffrey Wigand                       |            |
| Om Puri                | East Is East                                           | George Khan                          |            |
| 2001                   |                                                        |                                      |            |
| Jamie Bell             | Billy Elliot                                           | Billy Elliot                         |            |
| Russell Crowe          | Gladiator                                              | Máximus Décimus Merídius             |            |
| Michael Douglas        | Wonder Boys                                            | Grady Tripp                          |            |
| Tom Hanks              | Cast Away                                              | Chuck Noland                         |            |
| Geoffrey Rush          | Quills                                                 | Marquês de Sade                      |            |
| 2002                   |                                                        |                                      |            |
| Russell Crowe          | A Beautiful Mind                                       | John Forbes Nash Jr.                 |            |
| Jim Broadbent          | Iris                                                   | John Bayley                          |            |
| Ian McKellen           | The Lord of the Rings: The Fellowship of the Ring      | Gandalf                              |            |
| Kevin Spacey           | The Shipping News                                      | Quoyle                               |            |
| Tom Wilkinson          | In the Bedroom                                         | Matt Fowler                          |            |
| 2003                   |                                                        |                                      |            |
| Daniel Day-Lewis       | Gangs of New York                                      | William "Bill, O Açougueiro" Cutting |            |
| Adrien Brody           | The Pianist                                            | Władysław Szpilman                   |            |
| Nicolas Cage           | Adaptation.                                            | Charlie Kaufman / Donald Kaufman     |            |
| Michael Caine          | The Quiet American                                     | Thomas Fowler                        |            |
| Jack Nicholson         | About Schmidt                                          | Warren Schmidt                       |            |
| 2004                   |                                                        |                                      |            |
| Bill Murray            | Lost in Translation                                    | Bob Harris                           |            |
| Benicio Del Toro       | 21 Grams                                               | Jack Jordan                          |            |
| Sean Penn              | 21 Grams                                               | Paul Rivers                          |            |
| Sean Penn              | Mystic River                                           | Jimmy Markum                         |            |
| Johnny Depp            | Pirates of the Caribbean: The Curse of the Black Pearl | Capitão Jack Sparrow                 |            |
| Jude Law               | Cold Mountain                                          | W.P. Inman                           |            |
| 2005                   |                                                        |                                      |            |
| Jamie Foxx             | Ray                                                    | Ray Charles                          |            |
| Jim Carrey             | Eternal Sunshine of the Spotless Mind                  | Joel Barrish                         |            |
| Johnny Depp            | Finding Neverland                                      | Sir James Matthew Barrie             |            |
| Leonardo DiCaprio      | The Aviator                                            | Howard Hughes                        |            |
| Gael García Bernal     | The Motorcycle Diaries                                 | Che Guevara                          |            |
| 2006                   |                                                        |                                      |            |
| Philip Seymour Hoffman | Capote                                                 | Truman Capote                        |            |
| Ralph Fiennes          | The Constant Gardener                                  | Justin Quayle                        |            |
| Heath Ledger           | Brokeback Mountain                                     | Ennis Del Mar                        |            |
| Joaquin Phoenix        | Walk the Line                                          | Johnny Cash                          |            |
| David Strathairn       | Good Night, and Good Luck.                             | Edward R. Murrow                     |            |
| 2007                   |                                                        |                                      |            |
| Forest Whitaker        | The Last King of Scotland                              | Idi Amin                             |            |
| Daniel Craig           | Casino Royale                                          | James Bond                           |            |
| Leonardo DiCaprio      | The Departed                                           | William "Billy" Costigan Jr.         |            |
| Richard Griffiths      | The History Boys                                       | Hector                               |            |
| Peter O'Toole          | Venus                                                  | Maurice                              |            |
| 2008                   |                                                        |                                      |            |
| Daniel Day-Lewis       | There Will Be Blood                                    | Daniel Plainview                     |            |
| George Clooney         | Michael Clayton                                        | Michael Clayton                      |            |
| James McAvoy           | Atonement                                              | Robbie Turner                        |            |
| Viggo Mortensen        | Eastern Promises                                       | Nikolai                              |            |
| Ulrich Mühe            | The Life of Others                                     | Gerd Weisler                         |            |
| 2009                   |                                                        |                                      |            |
| Mickey Rourke          | The Wrestler                                           | Randy "The Ram" Robinson             |            |
| Frank Langella         | Frost/Nixon                                            | Richard Nixon                        |            |
| Dev Patel              | Slumdog Millionaire                                    | Jamal Malik                          |            |
| Sean Penn              | Milk                                                   | Harvey Milk                          |            |
| Brad Pitt              | The Curious Case of Benjamin Button                    | Benjamin Button                      |            |

## Anos 2010
| Ano                  | Ator                              | Filme                            | Personagem |
| -------------------- | --------------------------------- | -------------------------------- | ---------- |
| 2010                 |                                   |                                  |            |
| Colin Firth          | A Single Man                      | George Falconer                  |            |
| Jeff Bridges         | Crazy Heart                       | Bad Blake                        |            |
| George Clooney       | Up in the Air                     | Ryan Bingham                     |            |
| Jeremy Renner        | The Hurt Locker                   | Sargento William James           |            |
| Andy Serkis          | Sex & Drugs & Rock & Roll         | Ian Dury                         |            |
| 2011                 |                                   |                                  |            |
| Colin Firth          | The King's Speech                 | Rei George VI do Reino Unido     |            |
| Javier Bardem        | Biutiful                          | Uxbal                            |            |
| Jeff Bridges         | True Grit                         | Reuben "Rooster" Cogburn         |            |
| Jesse Eisenberg      | The Social Network                | Mark Zuckerberg                  |            |
| James Franco         | 127 Hours                         | Aron Ralston                     |            |
| 2012                 |                                   |                                  |            |
| Jean Dujardin        | The Artist                        | George Valentin                  |            |
| George Clooney       | The Descendants                   | Matt King                        |            |
| Michael Fassbender   | Shame                             | Brandon Sullivan                 |            |
| Gary Oldman          | Tinker Tailor Soldier Spy         | George Smiley                    |            |
| Brad Pitt            | Moneyball                         | Billy Beane                      |            |
| 2013                 |                                   |                                  |            |
| Daniel Day-Lewis     | Lincoln                           | Abraham Lincoln                  |            |
| Ben Affleck          | Argo                              | Tony Mendez                      |            |
| Bradley Cooper       | Silver Linings Playbook           | Patrick "Pat" Solitano           |            |
| Hugh Jackman         | Les Misérables                    | Jean Valjean                     |            |
| Joaquin Phoenix      | The Master                        | Freddie Quell                    |            |
| 2014                 |                                   |                                  |            |
| Chiwetel Ejiofor     | 12 Years a Slave                  | Solomon Northup                  |            |
| Christian Bale       | American Hustle                   | Irving Rosenfeld                 |            |
| Bruce Dern           | Nebraska                          | Woodrow "Woody" T. Grant         |            |
| Leonardo DiCaprio    | The Wolf of Wall Street           | Jordan Belfort                   |            |
| Tom Hanks            | Captain Phillips                  | Capitão Richard Phillips         |            |
| 2015                 |                                   |                                  |            |
| Eddie Redmayne       | The Theory of Everything          | Stephen Hawking                  |            |
| Benedict Cumberbatch | The Imitation Game                | Alan Turing                      |            |
| Ralph Fiennes        | The Grand Budapest Hotel          | Monsieur Gustave H.              |            |
| Jake Gyllenhaal      | Nightcrawler                      | Louis "Lou" Bloom                |            |
| Michael Keaton       | Birdman                           | Riggan Thomson                   |            |
| 2016                 |                                   |                                  |            |
| Leonardo DiCaprio    | The Revenant                      | Hugh Glass                       |            |
| Bryan Cranston       | Trumbo                            | Dalton Trumbo                    |            |
| Matt Damon           | The Martian                       | Mark Watney                      |            |
| Michael Fassbender   | Steve Jobs                        | Steve Jobs                       |            |
| Eddie Redmayne       | The Danish Girl                   | Lili Elbe / Einar Wegener        |            |
| 2017                 |                                   |                                  |            |
| Casey Affleck        | Manchester by the Sea             | Lee Chandler                     |            |
| Andrew Garfield      | Hacksaw Ridge                     | Desmond T. Doss                  |            |
| Ryan Gosling         | La La Land                        | Sebastian Wilder                 |            |
| Jake Gyllenhaal      | Nocturnal Animals                 | Edward Sheffield / Tony Hastings |            |
| Viggo Mortensen      | Captain Fantastic                 | Ben Cash                         |            |
| 2018                 |                                   |                                  |            |
| Gary Oldman          | Darkest Hour                      | Winston Churchill                |            |
| Jamie Bell           | Film Stars Don't Die in Liverpool | Peter Turner                     |            |
| Timothée Chalamet    | Call Me by Your Name              | Elio Perlman                     |            |
| Daniel Day-Lewis     | Phantom Thread                    | Reynolds Woodcock                |            |
| Daniel Kaluuya       | Get Out                           | Chris Washington                 |            |
| 2019                 |                                   |                                  |            |
| Rami Malek           | Bohemian Rhapsody                 | Freddie Mercury                  |            |
| Bradley Cooper       | A Star Is Born                    | Jackson Maine                    |            |
| Christian Bale       | Vice                              | Dick Cheney                      |            |
| Steve Coogan         | Stan & Ollie                      | Stan Laurel                      |            |
| Viggo Mortensen      | Green Book                        | Frank "Tony Lip" Vallelonga      |            |

## Anos 2020
| Ano                                  | Ator                          | Filme                         | Personagem |
| ------------------------------------ | ----------------------------- | ----------------------------- | ---------- |
| 2020                                 |                               |                               |            |
| Joaquin Phoenix                      | Joker                         | Arthur Fleck / Joker          |            |
| Adam Driver                          | Marriage Story                | Charlie Barber                |            |
| Jonathan Pryce                       | The Two Popes                 | Cardeal Jorge Mario Bergoglio |            |
| Leonardo DiCaprio                    | Once Upon a Time in Hollywood | Rick Dalton                   |            |
| Taron Egerton                        | Rocketman                     | Elton John                    |            |
| 2021                                 |                               |                               |            |
| Anthony Hopkins                      | The Father                    | Anthony                       |            |
| Riz Ahmed                            | Sound of Metal                | Ruben Stone                   |            |
| Chadwick Boseman (nominação póstuma) | Ma Rainey's Black Bottom      | Levee Green                   |            |
| Adarsh Gourav                        | The White Tiger               | Balram Halwai                 |            |
| Mads Mikkelsen                       | Druk                          | Martin                        |            |
| Tahar Rahim                          | The Mauritanian               | Mohamedou Ould Slahi          |            |
| 2022                                 |                               |                               |            |
| Will Smith                           | King Richard                  | Richard Williams              |            |
| Mahershala Ali                       | Swan Song                     | Cameron Turner                |            |
| Benedict Cumberbatch                 | The Power of the Dog          | Phil Burbank                  |            |
| Leonardo DiCaprio                    | Don't Look Up                 | Dr. Randall Mindy             |            |
| Adeel Akhtar                         | Ali & Ava                     | Ali                           |            |
| Stephen Graham                       | Boiling Point                 | Andy Jones                    |            |
| 2023                                 |                               |                               |            |
| Austin Butler                        | Elvis                         | Elvis Presley                 |            |
| Brendan Fraser                       | The Whale                     | Pádraic Súilleabháin          |            |
| Colin Farrell                        | The Banshees of Inisherin     | Charlie                       |            |
| Daryl McCormack                      | Good Luck to You, Leo Grande  | Leo Grande/ Connor            |            |
| Paul Mescal                          | Aftersun                      | Calum Paterson                |            |
| Bill Nighy                           | Living                        | Mr. Williams                  |            |
| 2024                                 |                               |                               |            |
| Cillian Murphy                       | Oppenheimer                   | Robert Oppenheimer            |            |
| Barry Keoghan                        | Saltburn                      | Oliver Quick                  |            |
| Bradley Cooper                       | Maestro                       | Leonard Bernstein             |            |
| Paul Giamatti                        | The Holdovers                 | Paul Hunham                   |            |
| Colman Domingo                       | Rustin                        | Bayard Rustin                 |            |
| Teo Yoo                              | Past Lives                    | Hae Sung                      |            |
| 2025                                 |                               |                               |            |
| Adrien Brody                         | The Brutalist                 | László Tóth                   |            |
| Colman Domingo                       | Sing Sing                     | John "Divine G" Whitfield     |            |
| Hugh Grant                           | Heretic                       | Mr. Reed                      |            |
| Ralph Fiennes                        | Conclave                      | Cardeal Thomas Lawrence       |            |
| Sebastian Stan                       | The Apprentice                | Donald Trump                  |            |
| Timothée Chalamet                    | A Complete Unknown            | Bob Dylan                     |            |